# صنایع برادر
شرکت صنایع برادر (به ژاپنی: ブラザー工業株式会社 Burazā Kōgyō Kabushiki-gaisha) یک شرکت صنایع الکترونیکی و تجهیزات الکتریکی چندملیتی ژاپنی است که در زمینه طراحی، توسعهٔ فناوری و تولید انواع گسترده‌ای از محصولات از جمله چاپگر، ماشین‌های دوخت، ماشین‌های ابزار، چاپگر برچسب و تایپ رایترز، رایانه رومیزی، دستگاه‌های فکس و دیگر محصولات مربوط به الکترونیک فعالیت می‌کند. صنایع برادر چندین بار به عنوان سردبیر انتخاب جایزه برای بهترین پرینترهای چندمنظوره، اسکنر، دستگاه فکس، دستگاه کپی و فکس انتخاب شده‌است.

## تاریخچه
در سال ۱۹۰۸ شرکت چرخ خیاطی یاسووی (Yasui) در ناگویا، ژاپن تأسیس شد. در سال ۱۹۵۴ شرکت اولین شعبه خارج از کشور را در آمریکا تأسیس کرد. در سال ۱۹۵۸ یکی از نمایندگی‌های خود را در اروپا تأسیس کرد. بعد از موفقیت‌های پیاپی نام شرکت در سال ۱۹۶۲ به صنایع برادر تغییر کرد.

## شرکت صنایع برادر و منچستر سیتی
شرکت صنایع برادر از سال ۱۹۸۹ تا ۱۹۹۹ اسپانسر اصلی باشگاه فوتبال منچسترسیتی بود.

## موفقیت‌ها
در آوریل سال ۲۰۱۰، بخش صنایع دوخت برادر به یکی از شرکت‌های بزرگ تولید صنایع دوخت تثبیت شد. شرکت دوخت ماشین آلات اروپا جیامبیایچ با گردش مالی بیش از ۸۰ میلیون یورو، بزرگترین شرکت تحت تسلط صنایع برادر با مسئولیت محدود می‌باشد.